# فرانک کاتالینیچ
فرانک کاتالینیچ (ایتالیایی: Francesco Cattalinich; ۴ اکتبر ۱۸۹۱ – ۳ آوریل ۱۹۷۶) قایقران روئینگ اهل ایتالیا بود.
وی در مسابقات کشوری و بین‌المللی در مجموع برندهٔ ۱ مدال طلا، ۱ مدال نقره، ۱ مدال برنز شده‌است.